# Natohymnen
Natohymnen är Nato:s officiella högtidssång. Den komponerades 1989 och antogs som officiell högtidssång för Nato 2018.

## Bakgrund
Ett första förslag att ta fram en högtidssång lades i samband med Natos tioårsdag 1958. Den brittiske diplomaten Sir Thomas Hildebrand Preston skrev då en högtidsmarsch som användes för att välkomna besökare till Nato:s högkvarter i Paris, men marschen antogs inte.
År 1959 skrevs en "Natosång" av kapten Hans Lorenz i tyska flygvapnet, med text av de nederländska officerarna kapten Stephanus van Dam och kapten Leon van Leeuwen, men inte heller denna sång antogs. Året därpå föreslog den brittiske flygmarskalken Edward Chilton att ett potpurri på medlemsländernas nationalsånger skulle antas som högtidssång. Major J L Wallace arrangerade stycket, men initiativet blev inte antaget.
Inför Natos 40-årsdag 1989 skrev överstelöjtnant André Reichling, dirigent för den luxemburgska musikkåren Musique militaire grand-ducale, ett instrumentalt stycke med titeln "The NATO Hymn".  Stycket framfördes vid en jubileumskonsert samma år. De följande åren användes den vid många Nato-evenemang, och den antogs slutligen som officiell högtidssång 3 januari 2018.